# ID (flow-warのアルバム)
ID(アイディー)はflow-warのアルバム。

## 内容
事実上のラストアルバムで唯一の杉元一生在籍のフルアルバム。

## 収録曲
全作詞：及崎森平
1. 荊棘の道
作曲：満園庄太郎　編曲：豊田稔
2. ID
作曲：満園庄太郎　編曲：豊田稔
3. 逃げる場所なんてない
作曲：黒瀬蛙一　編曲：豊田稔
4. 眠りすぎた午後は
作曲：満園庄太郎　編曲：豊田稔
5. 見つめていたい
作曲：満園庄太郎　編曲：豊田稔
6. CIRCLE
作曲：満園庄太郎　編曲：大島こうすけ
7. 愛殻
作曲：満園庄太郎　編曲：豊田稔
8. Plastic Waltz
作曲：黒瀬蛙一　編曲：豊田稔
9. Crush
作曲：満園庄太郎　編曲：豊田稔
10. flowing fish
作曲：満園庄太郎　編曲：flow-war
11. 武器をとれ
作曲：黒瀬蛙一　編曲：大島こうすけ